# Salvador Pueyo i Badia
|  | No s'ha de confondre amb Salvador Pueyo i Pons. |

Salvador Pueyo i Badia   (Barcelona, 2 de novembre de 1912 - Barcelona, 25 de gener de 1972) fou un futbolista català de la dècada de 1930.

## Trajectòria
Fou jugador del RCD Espanyol, club on jugà una temporada a primera divisió, la 1932-33. No jugà gaire partits, només 4, però marcà 5 gols, marcant un hat trick davant el València CF i un gol davant el Barça, en un derbi que guanyà l'Espanyol per 2 a 1. A causa de la manca d'oportunitats, l'any 1933 marxà a Galícia per jugar al Racing Club de Ferrol al campionat de Galícia, a la tercera divisió i a la copa espanyola. La temporada següent ingressà al Real Club Celta de Vigo, però es trobà amb el mateix problema que a l'Espanyol, la manca de minuts. Quan abandonà el Celta retornà a Catalunya, fitxant per la Penya Ventolrà.
Després de la guerra civil tornà a Catalunya, jugant als clubs EC Granollers (1940-41), FC Martinenc (1941-42), Nàstic i UA Horta (1942-43),
UE Sant Andreu (1943-44), SD Espanya Industrial (1944-45), CD Valls (1945-46), CF Vilanova i CD Tàrrega (1946-47), UD Provençals (1947-48) i
SD Mas Guinardó (1948-49).